# Фиат 125
Фиат 125 е италиански седан от среден клас, произвеждан от автомобилния гигант Фиат в периода 1967–1972.

## История
Автомобилът е наследник на иновативния Фиат 1500, който остава в Европа с доброто си име. През 1965 започват тестовете на първия прототип на автомобила изграден именно на Фиат 1500. Ръководител на проекта е италианския инженер Данте Джиакоса. Освен това автомобилът заимства технически решения от Фиат 125. Освен това в автомобила има въведени редица нововъведения.

## Производство
От италианската версия на автомобила са произведени около 600 000 екземпляра.
Полски Фиат 125p е произвеждан в количество от 1 445 699 автомобила.

## Външни препраки
История на Фиат 125